# Silvana Damm
Franziska Silvana Damm (* 1994 in Hannover) ist eine deutsche Schauspielerin.

## Leben
Silvana Damm erhielt 2016/17 eine Schauspielausbildung am Studio-André Bolouri / Actors Space Berlin, Workshops besuchte sie unter anderem an der Royal Academy of Dramatic Art.
In Episodenrollen war sie unter anderem ab 2020 in den Serien Blutige Anfänger, Nachtschwestern, Notruf Hafenkante, Letzte Spur Berlin, SOKO Stuttgart, In aller Freundschaft und Bettys Diagnose zu sehen. In der RTL-Serie Gute Zeiten, schlechte Zeiten verkörperte sie 2021 die Rolle der Peach Bishop.
Im ZDF-Fernsehfilm Spinnefeind der Reihe Inga Lindström übernahm sie unter der Regie von Julia Peters und an der Seite von Felix Everding als Lilly die weibliche Hauptrolle. Eine weitere Hauptrolle spielte sie als Landschaftsarchitektin Victoria Crayshaw im ZDF-Fernsehfilm Wer immer du bist der Reihe Rosamunde Pilcher.
2020 erschien ihr Kurzfilm Mädchen mit Mariella Aumann, bei dem sie Regie führte und zu dem sie das Drehbuch schrieb. Für ihre Darstellung der Lou im Kurzfilm Staudamm (2023) von Noreen Erkardas wurde sie unter anderem 2024 am Mannheim Arts and Film Festival als beste Schauspielerin in einem Kurzfilm ausgezeichnet.

## Filmografie (Auswahl)
- 2017: Kreuzberg
- 2019: Findher – Lether (Fernsehserie)
- 2020: Blutige Anfänger – Selfie, Mord und Totschlag (Fernsehserie)
- 2020: Nachtschwestern – Zusammenhalt (Fernsehserie)
- 2020: Bea & Milou
- 2021: Notruf Hafenkante – Spurlos (Fernsehserie)
- 2021: Gute Zeiten, schlechte Zeiten (Fernsehserie, 11 Episoden)
- 2021: Annette
- 2022: Letzte Spur Berlin – Am Ende der Wut (Fernsehserie)
- 2023: SOKO Stuttgart – Ja, ich will (Fernsehserie)
- 2023: Staudamm (Kurzfilm)
- 2023: Slow Rush
- 2023: In aller Freundschaft – Schlechtes Timing (Fernsehserie)
- 2023: Bodies (Miniserie)
- 2024: Bettys Diagnose – Schmetterlingskinder (Fernsehserie)
- 2024: Inga Lindström – Spinnefeind (Fernsehreihe)
- 2024: Die Spaltung der Welt (sechsteiliges Dokudrama)
- 2025: Morden im Norden – Das Ende vom Lied (Fernsehserie)
- 2025: Rosamunde Pilcher – Wer immer du bist (Fernsehreihe)